# 陈文英 (1925年)
陈文英（1925年11月28日—2021年4月10日），江苏南京人，南京大屠杀幸存者，大屠杀中其父兄被杀，三姐被奸杀。
陈文英家里以织缎布为业，家境较好，其三姐初中学历，毕业后于剪子巷一医院作儿科医生，陈文英12岁時，南京大屠杀發生，當時陈文英与其母随一李姓邻居前往难民区探察，结果屠杀突然开始，无法回家，滞留在难民区，几天后回家，发现父兄在菜园被杀，其三姐被奸杀，赤身裸体，身上有多处刀印。因三姐素来对陈文英极好，陈文英一直思念其三姐。
于2021年4月10日下午在南京去世，享年96岁。

## 相关纪录片
- 《幸存者说：血色1937》：陈文英 （页面存档备份，存于）